# Adeliella longichelata
Adeliella longichelata is een vlokreeftensoort. De wetenschappelijke naam van de soort is voor het eerst geldig gepubliceerd in 1986 door Ledoyer.